# Il ladro (film 1956)
Il ladro (The Wrong Man) è un film del 1956, diretto da Alfred Hitchcock.

## Trama

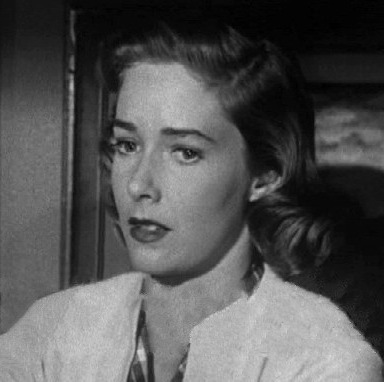
Vera Miles nel film

Il trentottenne musicista Christopher Emmanuel Balestrero, detto «Manny» (nella versione italiana tradotto come Ballister, per una sorta di censura dell'epoca, che trovava sconveniente che una persona con cognome italiano potesse essere accusato - seppur ingiustamente - di rapina), campa e mantiene la sua famigliola (moglie e due figli) suonando la notte il contrabbasso nell'orchestrina dello Stork Club di New York, un club molto esclusivo. Rientrando a casa una mattina d'inverno apprende che la moglie Rose necessita di cure dentarie che costeranno trecento dollari, somma che la famiglia non possiede. Così nel pomeriggio, prima di andare a trovare sua madre, passa dall'agenzia di assicurazioni per informarsi se e come potrà ottenere un prestito di pari importo sulla sua polizza vita.
E qui cominciano i guai. Le impiegate dell'agenzia credono di riconoscere in lui la persona che, nel luglio precedente, aveva rapinato l'agenzia portandosi via duecento dollari. Ma esse fanno finta di niente e trattano cortesemente lo sgradito cliente. Manny, ottenuta la risposta affermativa, si reca dalla madre ma intanto la polizia del quartiere è stata avvisata, cosicché la sera, al rientro a casa e prima ancora che possa aprire la porta, due agenti in borghese lo invitano a salire in auto per recarsi alla stazione di polizia. Qui, dopo un breve interrogatorio, viene portato presso due altri esercizi commerciali rapinati precedentemente, presumibilmente dallo stesso individuo, ed i relativi titolari, pur con qualche titubanza di uno di loro, lo riconoscono. Un esame della calligrafia in stampatello con la quale Manny scrive sotto dettatura le stesse parole scritte dal rapinatore su un foglietto sporto all'impiegata di sportello in occasione della rapina all'agenzia assicurativa rivela, secondo gli agenti, una significativa somiglianza, ma il colpo finale glielo dà il riconoscimento, fra altre cinque persone scelte a caso, delle due dipendenti, avvenuto nei locali della stazione di polizia. Manny viene schedato e posto in guardina mentre la famiglia, in forte apprensione non sapendo ove egli sia, cerca disperatamente di rintracciarlo telefonando ad ospedali e commissariati: apprenderà la situazione il cognato, venuto a casa di Manny con la madre di lui e la sorella per dare assistenza alla povera Rose. L'udienza preliminare del giorno successivo stabilisce la data del processo di lì ad un paio di settimane e la cauzione per la libertà condizionata in 7.500 dollari, somma ben lontana dalla disponibilità finanziaria di Manny. Tuttavia, appena entrato in cella, Manny viene liberato, in quanto il cognato ed altri hanno raccolto la somma necessaria per la cauzione.
L'avvocato O'Connor, cui si rivolgono su suggerimento di alcuni vicini, chiede loro di cercare le testimonianze che attestino ove egli trascorse il pomeriggio del 9 luglio, quando fu rapinata l'agenzia. Recatisi presso la pensione che allora li aveva ospitati per un week-end, rammentano che quel pomeriggio Manny, causa la pioggia, l'aveva trascorso giocando a carte con altri tre clienti della pensione, i cui nomi ed indirizzi vengono prontamente reperiti nei registri della medesima. Ma la visita all'indirizzo dei primi due si rivela una cocente delusione: il primo è deceduto da tre mesi ed il secondo si è reso irreperibile da tempo. Rose comincia a dar segni di inquietudine. La prima udienza del processo si svolge con l'escussione delle testimoni dell'agenzia assicurativa, che non risulta molto favorevole all'imputato, ma l'intervento maldestro di un giurato durante l'interrogatorio di una di loro («Signor giudice, quando la facciamo finita con questa filastrocca?») da parte del difensore di Manny manda tutto all'aria: la giuria viene ricusata ed il processo deve ricominciare in altra data con altra giuria. Intanto però Rose dà segni di squilibrio mentale, si autoaccusa di essere la causa dei guai della famiglia per la sua (presunta) incapacità di risparmiare. Diviene apatica ed insensibile tanto da dover essere ricoverata in una clinica psichiatrica.
Nell'attesa della ripresa del processo però, il vero colpevole - di nome Daniel - tenta un altro colpo in una drogheria della zona, ma gli va male: il commerciante reagisce, lo blocca e chiama la polizia che lo trae in arresto. Appena entrato in commissariato, il suo sguardo si incrocia con uno dei poliziotti che avevano prelevato Manny dalla sua abitazione. Il suo turno è terminato e sta per uscire in borghese, ma torna subito indietro perché ha intuito che Ballister è stato scambiato con quell'uomo. Il confronto con le stesse impiegate dell'agenzia assicurativa è positivo e Manny viene scagionato da ogni accusa. 
Subito Manny si reca in clinica per dare la buona notizia alla moglie. Ma Rose non dà segni di miglioramento neanche alla notizia che tutto si è risolto per il meglio e rimane in clinica.

## Cameo di Hitchcock

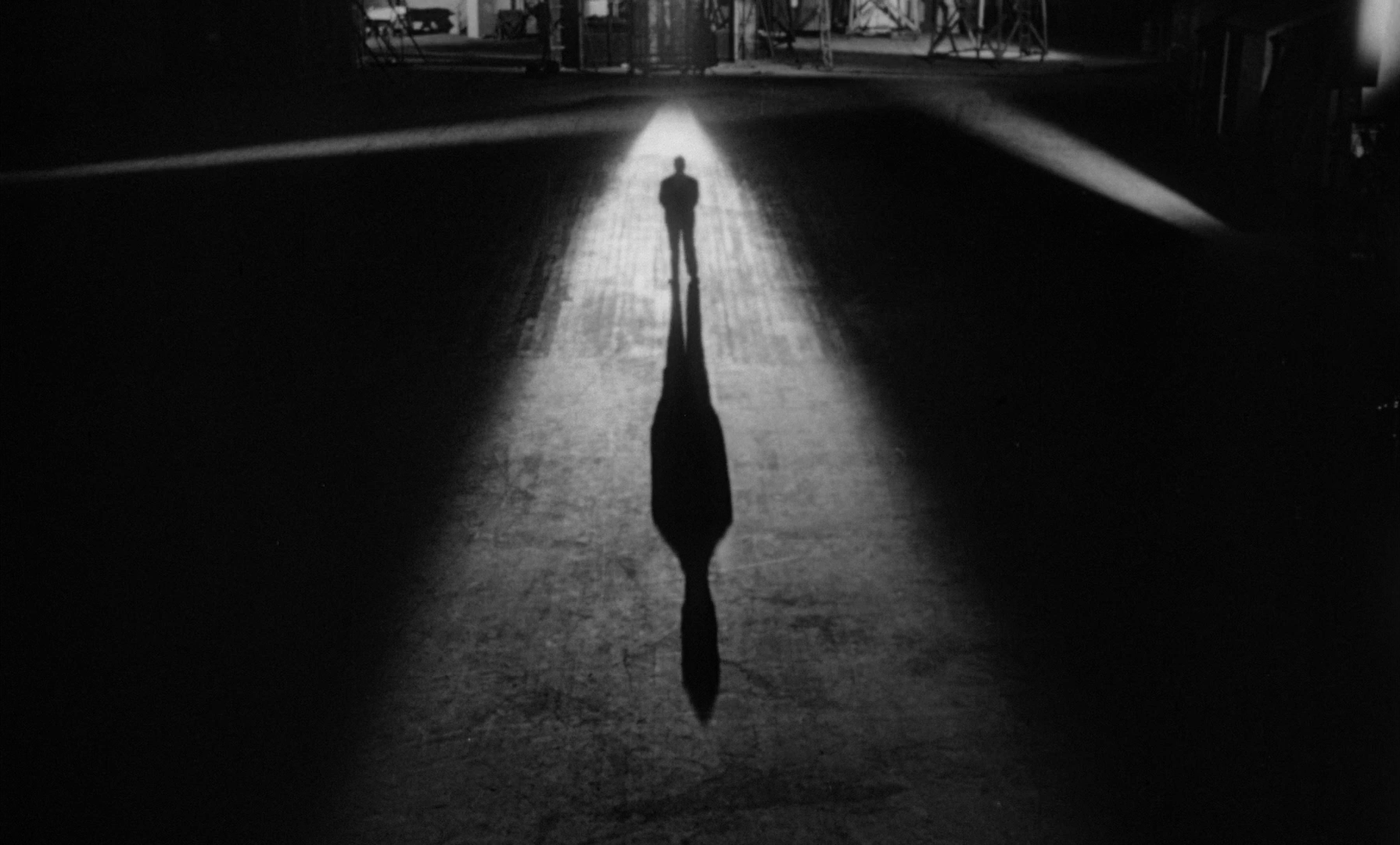
Prologo di Hitchcock

Diversamente da altri film il regista non "firma" l'opera con una sua rapida comparsa ma fa precedere la pellicola da un suo breve prologo, probabilmente perché la storia è vera.

## Produzione
Il film fu prodotto da Alfred Hitchcock per la Warner Bros. Pictures; produttore associato Herbert Coleman.

### Soggetto
Il soggetto fu tratto da un fatto realmente accaduto che il regista lesse il 29 giugno 1953 su Life Magazine raccontato dal giornalista Herbert Brean col titolo A Case of Identity.
Il 14 gennaio 1953 Christopher Emmanuel Balestrero, musicista di contrabbasso dello Stork Club di New York, viene fermato di fronte a casa ed incriminato per aver compiuto alcune rapine a mano armata nella zona circostante. Nonostante la sua proclamazione d'innocenza viene arrestato e processato ma nel corso degli eventi il vero colpevole tenta un altro colpo e viene catturato: la sua cattura scagiona l'innocente musicista.

### Sceneggiatura
La Warner aveva acquistato la notizia per un trattamento cinematografico e aveva affidato la sceneggiatura a Maxwell Anderson e a Angus MacPhail.

### Cast
Hitchcock pensava di aver trovato nella bionda Vera Miles l'erede di Ingrid Bergman e di Grace Kelly e le affidò la parte della moglie. Durante la lavorazione del film, le riprese furono interrotte per consentirle di sposare Gordon Scott, interprete di Tarzan in sei film.
Henry Fonda fu scelto per la parte del protagonista. La sua interpretazione è definita dai critici "magistrale" perché, malgrado fosse un attore molto famoso, riuscì a rendersi "neutro", "anonimo", un "uomo qualunque", in cui lo spettatore facilmente può identificarsi. «Poche volte lo spettatore ha sofferto come quando, dinanzi ai suoi occhi, Henry Fonda annaspa nel terrore con lo sguardo colmo di una straziante vergogna.»

### Riprese
Hitchcock incominciò a girare il film nel mese di marzo 1956.

### Luoghi degli esterni
Le riprese furono effettuate a New York presso lo Stork Club dove il protagonista lavorava, la casa in cui abitava nella 78ª strada, l'Ufficio delle Assicurazioni Prudential nella Victor Moore Arcade, il tribunale e le celle dove era stata imprigionato a Manhattan e al Queens; nella Edelweiss Farm a Cornwall, dove i Balestrero trascorrevano le vacanze estive; a Ossining al Greenmont Sanatorium dove la moglie era stata ricoverata per curare la depressione.

### Prima
La prima si ebbe a New York il 22 dicembre 1956.

## Accoglienza
La stampa cinematografica ritenne, a torto, che Hitchcock avesse imboccato la strada del neorealismo, del cinema-verità. Il pubblico rimase disorientato per la scelta del bianco e nero e per la completa assenza di situazioni umoristiche.

### Il giudizio di Hitchcock
Hitchcock si attiene strettamente al fatto di cronaca e questo gli farà dire, in seguito, che il suo film non fu dei più riusciti proprio a causa di questa dicotomia: l'esigenza della finzione filmica in contrasto con quella, impostasi dal regista, di una stretta aderenza alla cronaca avrebbero reso il film una specie di documentario non riuscito.

### Temi
- l'innocente non riesce a dimostrare la propria estraneità al fatto delittuoso di cui è accusato e come in L'altro uomo e in Il delitto perfetto l'uomo da solo non riesce a vincere il male, a modificare il proprio tragico destino.
- il caso decide il destino di un individuo
- il doppio: il protagonista ha un sosia.
- il cattolicesimo e i richiami alla fede: quando il regista mostra il povero Manny sgranare la corona del rosario durante il processo, quando la madre, di fronte alla sua disperazione (il processo è rinviato, il suo alibi non ha testimoni credibili, la moglie è fuori di senno in una clinica per malattie nervose), lo esorta a pregare e infine quando, poco dopo, la dissolvenza dell'immagine del Sacro Cuore che lui sta guardando apre alla scena risolutiva, il tentativo del vero colpevole di fare un altro colpo, che lo libererà dal terribile incubo.
- i limiti della giustizia umana: l'apparato giudiziario, dalla polizia al sistema giudicante vero e proprio, appare come una macchina inesorabile che travolge l'individuo colpevole o innocente che sia. I testimoni credono di aver visto ciò che invece non è. Una delle impiegate dell'agenzia si rifiuta persino di guardare l'accusato e, dopo averlo fatto di sfuggita, non fa che ripetere ciò che dicono le colleghe: finiscono con riconoscere prima Manny come colpevole e poi, come se niente fosse, anche quello vero. Gli investigatori sono frettolosi e superficiali (il confronto calligrafico è al limite del ridicolo) ed i giudici poco inclini a prestare la dovuta attenzione.[5]
- la degradazione di un individuo che subisce la detenzione: l'arresto, la spoliazione degli oggetti personali, le impronte digitali, le manette, il carcere, il processo. Il tema è affrontato da Hitchcock fin da Il pensionante, Ricatto, Omicidio!, Il caso Paradine; Io confesso; alla fine della carriera è ripreso in Frenzy.

### Tecnica cinematografica

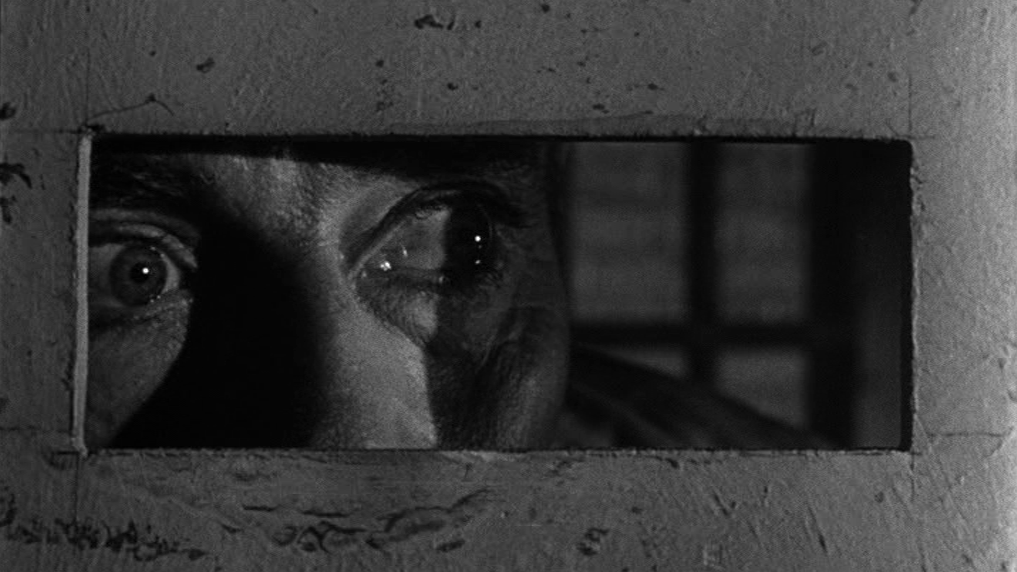
Lo sguardo di Henry Fonda dalla feritoia

La fotografia in bianco e nero, con i giochi di luci ed ombre, rende molto bene il senso di oppressione che grava sulla vittima e sulle persone a lui care.
Il film «... prima di essere una lezione di morale è in ogni momento una lezione di messa in scena.»
Ecco alcuni esempi:
- La macchina da presa fa tesoro delle limitazioni imposte dallo spazio di manovra, corridoi angusti, mobili addossati ai muri: «... stringe sui volti e, dunque, accresce la nostra impressione di soffocamento.»[7]
- Il destino che attende Balestrero viene prefigurato nella sequenza iniziale in cui, appena uscito dal locale notturno dove lavora, egli incrocia due poliziotti che sembrano disporsi ai suoi fianchi, come faranno in seguito le guardie carcerarie.
- Nell'automobile della polizia Balestrero non riesce a vedere dove sta andando, e scorge dei due ispettori che l'hanno arrestato spalle, profili, occhi nello specchietto retrovisore.
- Continuamente torna l'immagine delle sbarre e della gabbia: quando Balestrero va all'assicurazione, inconsapevole della prigione che di lì a poco lo attende, al bancone, lui e l'impiegata sono separati da una grata le cui sbarre proiettano sul suo viso sinistri presagi.
- Dopo che il poliziotto gli ha preso le impronte digitali Balestrero si guarda le mani inchiostrate; le riguarda poi in cella ripulite e inermi, poi i palmi si stringono in pugni di impotente ribellione.
- La vergogna del protagonista ammanettato è rappresentata dallo sguardo basso che vede solo il pavimento, le gambe dei poliziotti e una serie di piedi che salgono sul cellulare.
- Quando il detenuto entra in cella e si siede spossato sul pagliericcio appoggiandosi al muro, il muro sembra girare davanti alla macchina da presa in un crescendo di angosciosa vertigine.
- La macchina da presa entra attraverso lo spioncino della cella, segue i passi nervosi del detenuto, esce, la porta si apre e la guardia informa che è stata pagata la cauzione: l'inquadratura isola l'incredulità degli occhi enormi e spalancati, intrappolati nella feritoia.
- Quando la moglie sta impazzendo scaglia una spazzola contro il marito che resta leggermente ferito alla fronte: il regista mostra solo l'avvio del lancio e il risultato, lo specchio frantumato che riflette il volto di lui scomposto e deformato.
- Balestrero sta pregando in casa davanti a un'immagine del Cristo mentre la polizia ha arrestato il vero colpevole: sullo schermo i primi piani dei due uomini, spazialmente lontani, si sovrappongono (così il caso ha sovrapposto i loro destini); quando materialmente si incontrano in fondo al corridoio del commissariato i loro profili si contrappongono e dall'uno all'altro passa un muto lungo sguardo.
- Dopo la cattura del vero ladro, Balestrero negli uffici della polizia incontra le impiegate dell'agenzia (che lo avevano in precedenza erroneamente riconosciuto come autore del reato) che hanno persino vergogna di guardarlo negli occhi. Subito dopo, scortato dagli agenti gli passa accanto il vero colpevole e Balestrero si rivolge a lui ricordando, in modo emozionato ma forte, che a causa sua la moglie è in una clinica psichiatrica.